# Hastings Banda
Hastings Kamuzu Banda (15 tháng 2 năm 1898 – 25 tháng 11 năm 1997) là người đứng đầu quốc gia Malawi từ năm 1961 cho đến 1994. Sau phần lớn thời gian đi học ở nước ngoài, Banda quay trở về quê hương (khi đó là Nyasaland thuộc Anh) để diễn thuyết chống lại chủ nghĩa thực dân và giúp lãnh đạo phong trào đòi độc lập. Vào năm 1963, ông được chính thức chỉ định làm thủ tướng Nyasaland, và lãnh đạo quốc gia này giành được độc lập rồi đổi tên thành Malawi một năm sau đó. Hai năm sau, ông tuyên bố Malawi là một nước cộng hòa còn ông là tổng thống. Ông nhanh chóng củng cố quyền lực và tuyên bố Malawi là một quốc gia độc đảng chỉ có duy nhất Đảng Quốc hội Malawi. Vào năm 1970, Đảng Quốc hội Malawi tuyên bố ông là Chủ tịch suốt đời của Đảng. Vào năm 1971, Banda tuyên bố mình là Tổng thống suốt đời của Malawi.
Là một nhà lãnh đạo thuộc khối thân phương Tây tại châu Phi, ông nhận được sử ủng hộ từ phương Tây trong suốt chiến tranh lạnh. Ông ủng hộ quyền cho nữ giới, phát triển cơ sở hạ tầng cho quốc gia, và duy trì một hệ thống giáo dục khá tốt so với các quốc gia châu Phi khác. Tuy nhiên, ông cũng là người đứng đầu một trong những chế độ hà khắc nhất châu Phi. Ông cũng bị khinh miệt vì duy trì quan hệ ngoại giao đầy đủ với Nam Phi thời kỳ apartheid.
Đến năm 1993, đối diện với áp lực quốc tế và các cuộc phản đối ngày càng lan rộng, một cuộc trưng cầu dân ý đã kết thúc quốc gia độc đảng của ông, và một hội đồng đặc biệt đã hất ông ra khỏi chức vụ của mình. Banda lại chạy đua vào chiếc ghế tổng thống trong các cuộc bầu cử dân cử sau đó nhưng thất bại hoàn toàn. Ông mất tại Nam Phi vào năm 1997. Thời kỳ nắm quyền của ông tại Malawi vẫn còn gây nhiều tranh cãi, một số người tán dương ông vì là một anh hùng châu Phi theo chủ nghĩa quốc gia, một số khác lại lên án ông là một nhà độc tài chính trị.